# لندینگ (نیوجرسی)
لندینگ (به انگلیسی: Landing) یک منطقهٔ مسکونی در ایالات متحده آمریکا است که در راکسبری، نیوجرسی واقع شده‌است. لندینگ ۶٬۴۳۶ نفر جمعیت دارد و ۲۸۱ متر بالاتر از سطح دریا واقع شده‌است.